# Herrschaft Kratz von Scharfenstein
Die Herrschaft Kratz von Scharfenstein war ein Amt der Grafschaft Solms-Rödelheim.

## Umfang
Die Herrschaft bestand aus den reichsunmittelbaren Orten Hottenbach und Hirschfeld sowie der Kellerei Enkirch. Die letztere verwaltete unterschiedliche Gefälle in Asbach, Dickenschied, Dill, Enkirch, Hanenbach, Hellertshausen, Hirschfeld, Horbruch, Hottenbach, Lötzbeuren, Mürich, Oberkyrn, Pfaffenau, Rohrbach, Stipshausen, Weitersbach, Weiden, Wommert und Würrich.

## Geschichte

### Die Kratz'sche Erbschaft
Die Familie Kratz von Scharfenstein war aus dem Hunsrück begütert. Anton Cratz von Scharfenstein, kurtrierscher Rat und Amtmann im Amt Koblenz und dessen Frau Katharina geb. von Metternich zu Zievel hatten vier Söhne. Hugo Everhard Cratz von Scharfenstein wurde Bischof von Worms, Adam Dietrich Cratz von Scharffenstein wurde kaiserlicher Oberst und Lothar Cratz von Scharffenstein wurde Domkapitular in Worms. Alle drei starben ohne männliche Nachfahren. Johann Philipp Cratz von Scharffenstein wurde General und Alleinerbe der Herrschaft Kratz von Scharfenstein.
Dessen Sohn Carl Friedrich wurde Domherr zu Trier und starb kinderlos. Alleinerbe wurde der Sohn Johann Anton Cratz von Scharffenstein. Daneben hatte er eine Tochter, Eleonore (1629–1680). Diese heiratete 1654 Graf Johann August von Solms-Rödelheim.
Der einzige Sohn von Johann Anton Cratz von Scharffenstein, der kurtriersche Rat und Amtmann in Boppard, Hugo Ernst Cratz von Scharffenstein, starb 1718 ohne männliche Erben. Damit waren die Söhne seiner Tante Eleonore seine nächsten Verwandten. Der erste Sohn, Johann Karl Eberhard von Solms-Rödelheim war 1699 kinderlos gestorben. Der zweitälteste Sohn, der Generalmajor Georg Ludwig zu Solms-Rödelheim (1664–1716) war bereits 1716 gestorben, hatte aber einen Sohn, Lothar Wilhelm Ernst zu Solms-Rödelheim (1703–1722), hinterlassen (ein zweiter Sohn war bereits gestorben).
Testamentarisch vermachte Johann Anton Cratz von Scharffenstein daher dem noch minderjährigen Lothar Wilhelm Ernst zu Solms-Rödelheim die Herrschaft Kratz von Scharfenstein, die damit Solmsisch geworden war. Da Lothar Wilhelm Ernst wenige Jahre darauf noch minderjährig und ohne Kinder starb, fiel das Erbe an dessen Onkel Ludwig Heinrich (1667–1728), Eleonores dritten Sohn. Dieser starb bereits 1728 und sein ältester Sohn Wilhelm (1699–1778) wurde Erbe. Nach dessen Tod erbte der regierende Graf Johann Ernst zu Solms-Rödelheim (1714–1790) dessen Herrschaft.

## Konflikte um die Erbschaft
Der Erbgang zu dem minderjährigen Lothar Wilhelm Ernst zu Solms-Rödelheim war umstritten. Karl Wild- und Rheingraf von Dhaun machte vor dem Reichskammergericht seine Ansprüche geltend. Dessen Großtante Anna Maria war die erste Frau von Johann Anton Cratz von Scharffenstein gewesen. Das Reichskammergericht erließ daraufhin am 1. September 1718 ein vorläufiges Verbot der Inbesitznahme. Dies wurde jedoch von Rödelheim ignoriert und ein Teil der Gefälle der Kellerei vereinnahmt. 1741 wurde ein Vergleich geschlossen und die Wild- und Rheingrafen von Dhaun verzichteten auf ihre Ansprüche. Auch Kurtrier erhob Ansprüche auf Teile des Besitzes und vereinnahmte von 1722 bis 1744 Teile der Einnahmen. Auch dies wurde auf dem Vergleichswege gelöst.
Innerhalb der Familie Solms kam es ebenfalls zu einem Streit um die Erbschaft. Ludwig Heinrich erkannte das Testament nicht an und erhob selbst Ansprüche. Diese wurden vom Reichskammergericht in einem vorläufigen Beschluss nicht anerkannt, der weitere Rechtsstreit endete ohne Ergebnis mit dem Unfalltod von Lothar Wilhelm Ernst 1722. Nun kam es zu einem Vergleich zwischen Ludwig Heinrich und der Mutter von Lothar Wilhelm Ernst, Charlotte Sybille geborene von Ahlefeld. Danach erhielt Ludwig Heinrich das restliche Vermögen von Lothar Wilhelm Ernst als Teil des solmschen Familienfideikommisses. Die Herrschaft Kratz von Scharfenstein sollte aber nicht Teil des Familienfideikommisses sein, sondern zwischen Ludwig Heinrich und den Töchtern von Charlotte Sybille geteilt werden. Damit stand der Rentkammer von Solms-Rödelheim nur die Hälfte der Einkommen der Herrschaft zu. Die Hoffnung des Grafen von Solms-Rödelheim, das Problem würde sich mit dem Tod der Cousinen lösen, war genauso wenig erfolgreich wie eine Reihe von Klagen vor dem Reichskammergericht, die sich ab 1754 über 30 Jahre hinzogen. Erst dann einigten sich die Erben auf einen vollständigen Übergang der Herrschaft an Solms-Rödelheim.

## Das Ende der Herrschaft
Mit der Einnahme des Linken Rheinufers durch französische Revolutionstruppen wurde die Herrschaft 1794 besetzt und nach 1794 aufgelöst. In der Franzosenzeit gehörte das Gebiet Rhein-Mosel-Departement. Mit dem Reichsdeputationshauptschluss erhielt Solms-Rödelheim als Entschädigung für die verlorene Herrschaft das Kloster Arnsburg und das Kloster Altenberg.